# Kano og kajak under sommer-OL 2020 - K1 1000 m (herrer)
Herrernes 1000 meter enerkajak under sommer-OL 2020 finder sted den 3. august - 4. august 2020 på Sea Forest Waterway, der ligger i Tokyo Bay zonen.

## Medaljefordeling
| Medaljetagere          | Medaljetagere       | Medaljetagere               | Medaljetagere |
| ---------------------- | ------------------- | --------------------------- | ------------- |
| Guld                   | Sølv                | Bronze                      |               |
| Bálint Kopasz · Ungarn | Ádám Varga · Ungarn | Fernando Pimenta · Portugal |               |

## Format
Konkurrencen bliver indledt med fire indledende heats. De to bedste fra hvert heat går til semifinalerne, mens de øvrige mødes i kvartfinalerne. Her går de fire bedste i hver kvartfinale videre til semifinalerne. I semifinalerne går de fire bedste til finalen mens de resterende får mulighed for at konkurrere om placeringerne fra 9 - 16 i B finalen.

## Kvalifikation
Hver NOC kan kvalificere én båd i klassen.
| Kvalifikation                          | Dato                         | Vært       | Pladser | Kvalificeret                                                                        |
| -------------------------------------- | ---------------------------- | ---------- | ------- | ----------------------------------------------------------------------------------- |
| Værtsnation                            | N/A                          | N/A        | 1       | Japan                                                                               |
| 2019 ICF Verdensmesterskab             | 21. august – 25. august 2019 | Ungarn     | 5       | Ungarn · Tjekkiet · Portugal · Slovakiet · Ruslands Olympiske Komité · Hviderusland |
| 2019 African Games                     | 26. august – 31. august 2019 | Marokko    | 1       | Tunesien                                                                            |
| Oceanien Kvalifikationsturnering 2020  | 14. – 16. februar 2020       | Australien | 1       |                                                                                     |
| Asiatiske Mesterskaber 2020            | 26. – 29. marts 2020         | Thailand   | 1       |                                                                                     |
| Europæisk Kvalifikationsturnering 2020 | 6. – 7. maj 2020             | Tjekkiet   | 2       |                                                                                     |
| Pan Am Kvalifikationsturnering 2020    | 7. – 10. maj 2020            | Chile      | 1       |                                                                                     |
| 2020 ICF World Cup 2                   | 23.–25. maj 2020             | Tyskland   | 1       |                                                                                     |
| Total                                  |                              |            | 13      |                                                                                     |

## Tidsplan
Nedenstående tabel viser tidsplanen for afvikling af konkurrencen:
| Dato      | Tid   | Runde         |
| --------- | ----- | ------------- |
| 3. august | 10:00 | Heat 1        |
| 3. august | 10:08 | Heat 2        |
| 3. august | 10:16 | Heat 3        |
| 3. august | 10:24 | Heat 4        |
| 3. august | 12:20 | Kvartfinale 1 |
| 3. august | 12:28 | Kvartfinale 2 |
| 4. august | 10:06 | Semifinale 1  |
| 4. august | 10:16 | Semifinale 2  |
| 4. august | 12:15 | B Finale      |
| 4. august | 12:25 | Finale        |

## Resultater

### Heats

#### Heat 1
| Placering | Bane | Kanoroer         | Land                      | Tid      | Noter |
| --------- | ---- | ---------------- | ------------------------- | -------- | ----- |
| 1         | 5    | Josef Dostál     | Tjekkiet                  | 3:37.342 | SF    |
| 2         | 7    | Thomas Green     | Australien                | 3:39.492 | SF    |
| 3         | 4    | Artuur Peters    | Belgien                   | 3:41.967 | QF    |
| 4         | 3    | Maxim Spesivtsev | Ruslands Olympiske Komité | 3:42.888 | QF    |
| 5         | 6    | Simon McTavish   | Canada                    | 3:43.512 | QF    |
| 6         | 2    | Kohl Horton      | Cookøerne                 | 4:24.679 | QF    |

#### Heat 2
| Placering | Bane | Kanoroer        | Land                      | Tid      | Noter |
| --------- | ---- | --------------- | ------------------------- | -------- | ----- |
| 1         | 5    | Bálint Kopasz   | Ungarn                    | 3:39.084 | SF    |
| 2         | 4    | Agustín Vernice | Argentina                 | 3:40.430 | SF    |
| 3         | 6    | Samuele Burgo   | Italien                   | 3:43.746 | QF    |
| 4         | 3    | Étienne Hubert  | Frankrig                  | 3:45.072 | QF    |
| 5         | 2    | Ali Aghamirzaei | Iran                      | 3:48.609 | QF    |
| 6         | 7    | Roman Anoshkin  | Ruslands Olympiske Komité | 3:50.580 | QF    |

#### Heat 3
| Placering | Bane | Kanoroer                | Land       | Tid      | Noter |
| --------- | ---- | ----------------------- | ---------- | -------- | ----- |
| 1         | 5    | Fernando Pimenta        | Portugal   | 3:40.323 | SF    |
| 2         | 4    | Peter Gelle             | Slovakiet  | 3:42.131 | SF    |
| 3         | 3    | Jean van der Westhuyzen | Australien | 3:46.186 | QF    |
| 4         | 2    | Guillaume Burger        | Frankrig   | 3:53.241 | QF    |
| 5         | 6    | Vagner Souta            | Brasilien  | 3:57.178 | QF    |

#### Heat 4
| Rangering | Bane | Udøver             | Nation       | Tid      | Noter |
| --------- | ---- | ------------------ | ------------ | -------- | ----- |
| 1         | 5    | Aleh Yurenia       | Hviderusland | 3:43.444 | SF    |
| 2         | 4    | Bojan Zdelar       | Serbien      | 3:45.074 | SF    |
| 3         | 3    | Lars Magne Ullvang | Norge        | 3:47.253 | QF    |
| 4         | 2    | Tuva'a Clifton     | Samoa        | 4:11.029 | QF    |
| 5         | 6    | Amado Cruz         | Belize       | 4:13.080 | QF    |

#### Heat 5
| Rangering | Bane | Udøver         | Nation                   | Tid      | Noter |
| --------- | ---- | -------------- | ------------------------ | -------- | ----- |
| 1         | 4    | Jacob Schopf   | Tyskland                 | 3:39.504 | SF    |
| 2         | 2    | Ádám Varga     | Ungarn                   | 3:39.650 | SF    |
| 3         | 5    | Zhang Dong     | Kina                     | 3:40.955 | QF    |
| 4         | 3    | Saeid Fazloula | Olympiske flygtningehold | 3:52.631 | QF    |
| 5         | 6    | Mohamed Mrabet | Tunesien                 | 4:02.148 | QF    |

### Kvartfinaler

#### Kvartfinale 1
| Rangering | Bane | Udøver           | Nation                    | Tid      | Noter |
| --------- | ---- | ---------------- | ------------------------- | -------- | ----- |
| 1         | 3    | Maxim Spesivtsev | Ruslands Olympiske Komité | 3:44.136 | SF    |
| 2         | 5    | Zhang Dong       | Kina                      | 3:44.269 | SF    |
| 3         | 2    | Vagner Souta     | Brasilien                 | 3:52.402 |       |
| 4         | 6    | Ali Aghamirzaei  | Iran                      | 3:52.834 |       |
| 5         | 4    | Tuva'a Clifton   | Samoa                     | 4:21.301 |       |
| 6         | 7    | Kohl Horton      | Cookøerne                 | 4:39.138 |       |

#### Kvartfinale 2
| Rangering | Bane | Udøver           | Nation                    | Tid      | Noter |
| --------- | ---- | ---------------- | ------------------------- | -------- | ----- |
| 1         | 4    | Artuur Peters    | Belgien                   | 3:45.712 | SF    |
| 2         | 5    | Samuele Burgo    | Italien                   | 3:45.993 | SF    |
| 3         | 2    | Roman Anoshkin   | Ruslands Olympiske Komité | 3:46.576 |       |
| 4         | 6    | Simon McTavish   | Canada                    | 3:52.467 |       |
| 5         | 3    | Guillaume Burger | Frankrig                  | 3:52.817 |       |
| 6         | 7    | Amado Cruz       | Belize                    | 4:15.262 |       |

#### Kvartfinale 3
| Rangering | Bane | Udøver                  | Nation                   | Tid      | Noter |
| --------- | ---- | ----------------------- | ------------------------ | -------- | ----- |
| 1         | 4    | Jean van der Westhuyzen | Australien               | 3:46.104 | SF    |
| 2         | 5    | Étienne Hubert          | Frankrig                 | 3:46.274 | SF    |
| 3         | 3    | Lars Magne Ullvang      | Norge                    | 3:49.830 |       |
| 4         | 2    | Saeid Fazloula          | Olympiske flygtningehold | 3:52.614 |       |
| 5         | 6    | Mohamed Mrabet          | Tunesien                 | 3:56.325 |       |

### Semifinaler
| Rangering | Bane | Udøver         | Nation    | Tid      | Noter  |
| --------- | ---- | -------------- | --------- | -------- | ------ |
| 1         | 5    | Bálint Kopasz  | Ungarn    | 3:24.558 | OB, FA |
| 2         | 4    | Josef Dostál   | Tjekkiet  | 3:25.387 | FA     |
| 3         | 3    | Jacob Schopf   | Tyskland  | 3:25.586 | FA     |
| 4         | 1    | Zhang Dong     | Kina      | 3:26.246 | FA     |
| 5         | 7    | Artuur Peters  | Belgien   | 3:26.773 | FB     |
| 6         | 8    | Étienne Hubert | Frankrig  | 3:27.319 | FB     |
| 7         | 2    | Peter Gelle    | Slovakiet | 3:28.255 | FB     |
| 8         | 6    | Bojan Zdelar   | Serbien   | 3:29.525 | FB     |

| Rangering | Bane | Udøver                  | Nation                    | Tid      | Noter  |
| --------- | ---- | ----------------------- | ------------------------- | -------- | ------ |
| 1         | 5    | Fernando Pimenta        | Portugal                  | 3:22.942 | FA, OB |
| 2         | 2    | Ádám Varga              | Ungarn                    | 3:23.634 | FA     |
| 3         | 3    | Thomas Green            | Australien                | 3:24.612 | FA     |
| 4         | 6    | Agustín Vernice         | Argentina                 | 3:24.734 | FA     |
| 5         | 8    | Samuele Burgo           | Italien                   | 3:25.673 | FB     |
| 6         | 4    | Aleh Yurenia            | Hviderusland              | 3:27.323 | FB     |
| 7         | 7    | Maxim Spesivtsev        | Ruslands Olympiske Komité | 3:27.372 | FB     |
| 8         | 1    | Jean van der Westhuyzen | Australien                | 3:28.287 | FB     |

### Semifinale 2
| Placering | Atlet | Nation | Tid | Note |
| --------- | ----- | ------ | --- | ---- |
| 1         |       |        |     |      |
| 2         |       |        |     |      |
| 3         |       |        |     |      |
| 4         |       |        |     |      |
| 5         |       |        |     |      |
| 6         |       |        |     |      |
| 7         |       |        |     |      |
| 8         |       |        |     |      |

### B Finale
| Placering | Atlet | Nation | Tid | Note |
| --------- | ----- | ------ | --- | ---- |
| 9         |       |        |     |      |
| 10        |       |        |     |      |
| 11        |       |        |     |      |
| 12        |       |        |     |      |
| 13        |       |        |     |      |
| 14        |       |        |     |      |
| 15        |       |        |     |      |
| 16        |       |        |     |      |

### Finale
| Placering | Atlet | Nation | Tid | Note |
| --------- | ----- | ------ | --- | ---- |
| Guld      |       |        |     |      |
| Sølv      |       |        |     |      |
| Bronze    |       |        |     |      |
| 4         |       |        |     |      |
| 5         |       |        |     |      |
| 6         |       |        |     |      |
| 7         |       |        |     |      |
| 8         |       |        |     |      |